# Bhanu Kapil
Bhanu Kapil es una poeta. Autora de varios libros, entre ellos The Vertical Interrogation of Strangers (2001), Incubation: A Space for Monsters (2006) y Ban en Banlieue (2015).

## Trayectoria
El primer libro de Kapil, The Vertical Interrogation of Strangers, escrito a finales de la década de 1990, fue enviado a Kelsey Street Press por un amigo suyo. Khapil ha señalado que "Abandonado a mis propios recursos, el manuscrito entero sería... desecho. Una especie de cuaderno de notas que nunca se publicarían". Desde muy joven, quiso convertirse en escritora y citó el premio Booker de 1980 de Salman Rushdie como una experiencia formativa para ella: "... quizás entonces, por primera vez, entendí que alguien como yo podría escribir". A principios de 2015, The Believer organizó un encuentro de tres días de duración con varias mesas redondas en torno al trabajo de Bhanu Kapil. En él participaron escritoras como Kate Zambreno y Sofia Samatar.
La obra de Kapil puede ser difícil de clasificar al ocupar un espacio entre la poesía y la ficción. Humanimal: A Project for Future Children (2009) se inspiró en el relato de no ficción de Amala y Kamala sobre dos niñas que se encontraron "viviendo entre lobos en la Bengala colonial". Douglas A. Martin ha descrito Incubation: A Space For Monsters como "un On the Road feminista y postcolonial". Kapil también contribuyó con una introducción a la colección de cuentos de Amina Cain I Go To Some Hollow. El trabajo creativo de Kapil también abarca el arte escénico, y sus lecturas públicas a veces rompen la línea entre la lectura de poesía tradicional y la interpretación. Su poesía apareció en una colección editada por Brian Droitcour que fue producida como parte de la Trienal 2015 del New Museum.
Incubation: A Space for Monsters fue un éxito de ventas en Small Press Distribution. Ban en Banlieue fue nominado como uno de los libros más esperados por Time Out New York a principios de 2015.
En marzo de 2020, Kapil recibió uno de los ocho premios de literatura Windham-Campbell,  y en enero de 2021, obtuvo el premio de poesía TS Eliot por su libro Cómo lavar un corazón.

## Obra
- El interrogatorio vertical de extraños, Kelsey Street Press, 2001,ISBN 9780932716569
- Incubation: A Space for Monsters, Leon Works, 2006,ISBN 9780976582021
- Humanimal: A Project for Future Children, Kelsey Street Press, 2009,ISBN 9780932716705
- Schizophrene, Nightboat Books, 2011,ISBN 9780984459865
- Ban en Banlieue, Nightboat Books, 2015,ISBN 9781937658243
- Cómo lavar un corazón, Liverpool University Press, 2020,ISBN 9781789621686